# Xã Lewis, Quận Scott, Arkansas
Xã Lewis (tiếng Anh: Lewis Township) là một xã thuộc quận Scott, tiểu bang Arkansas, Hoa Kỳ. Năm 2010, dân số của xã này là 1.390 người.